# Ludogorți, Razgrad
Ludogorți (în bulgară Лудогорци) este un sat în comuna Isperih, regiunea Razgrad,  Bulgaria. 

## Demografie
Componența etnică a satului Ludogorți
     Bulgari (6,43%)
     Romi (1,83%)
     Turci (86,07%)
     Nicio identificare (5,65%)
La recensământul din 2011, populația satului Ludogorți era de 761 locuitori. Din punct de vedere etnic, majoritatea locuitorilor (86,07%) erau turci, existând și minorități de bulgari (6,43%) și romi (1,83%). Pentru 5,65% din locuitori nu este cunoscută apartenența etnică.